# Битвърджа
Битвърджа (на сръбски: Битврђа или Bitvrđa) е село в Община Сурдулица, Пчински окръг, Сърбия. Според преброяването от 2011 г. населението му е 12 жители.

## Население
- 1948 – 699
- 1953 – 818
- 1961 – 703
- 1971 – 411
- 1981 – 116
- 1991 – 45
- 2002 – 23
- 2011 - 12

## Етнически състав (2002)
- сърби – 95,65%